# São Julião da Figueira da Foz
São Julião da Figueira da Foz foi a freguesia-sede do município da Figueira da Foz (incluía a parte central da cidade) e paróquia da Diocese de Coimbra, com 3,89 km² de área e 9 686 habitantes (2011). Densidade: 2 490 hab/km².
Foi extinta em 2013, no âmbito de uma reforma administrativa nacional, tendo o seu território sido agregado à freguesia de Buarcos, para constituir a nova freguesia de Buarcos e São Julião.

## Demografia

### Evolução da população
```
Número de Habitantes de 1864 a 2011        Os Grupos Etários em 2001              Os Grupos Etários em 2011

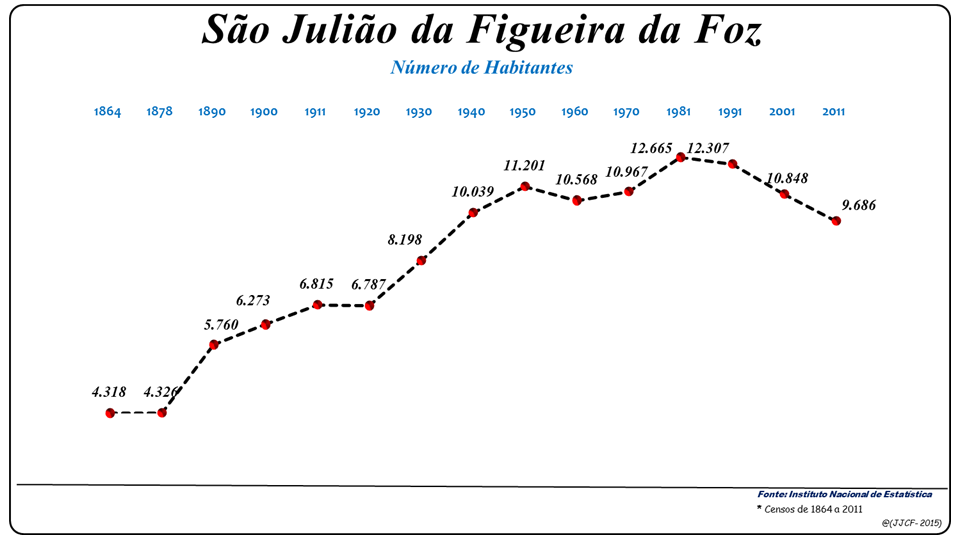
Evolução da População (1864 / 2011)

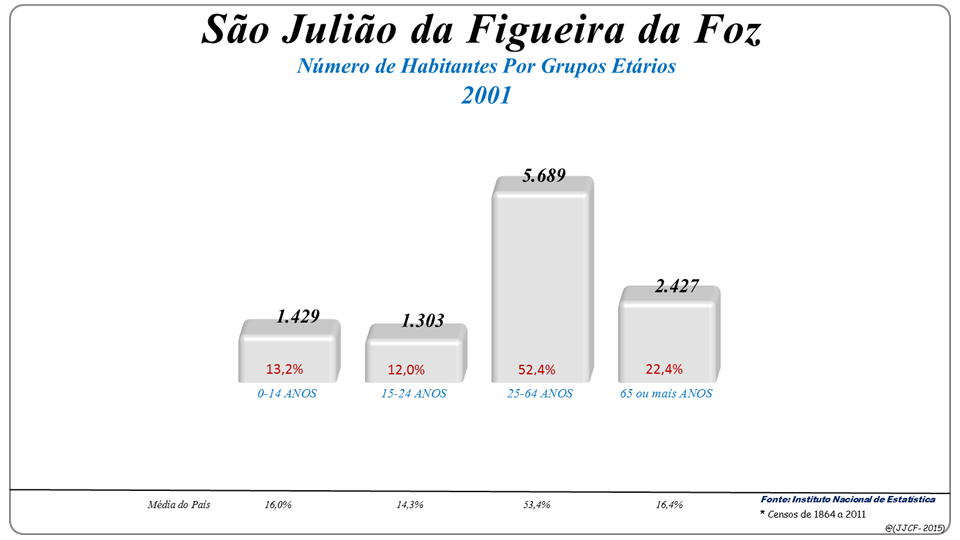
Grupos Etários (2001 e 2011)

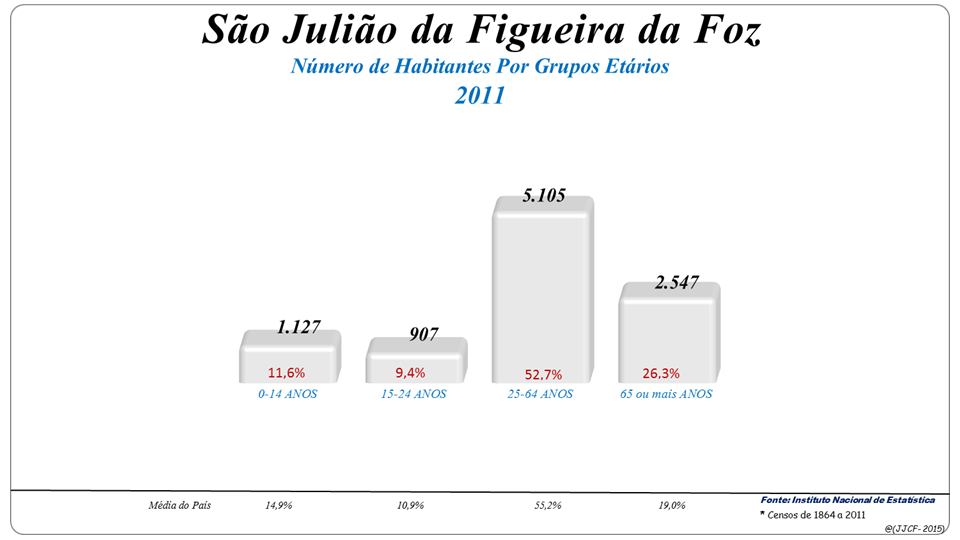
Grupos Etários (2001 e 2011)

```

## Património
- Pelourinho da Figueira da Foz
- Conjunto do Castelo das Conchas (ou Castelo Engenheiro Silva), edifício (do antigo Turismo) e Casa das Conchas, Esplanada Silva Guimarães
- Hotel Mercure ou Grande Hotel da Figueira
- Forte de Santa Catarina
- Igreja de Santo António do Convento de Santo António
- Capela de Santa Catarina (dentro do reduto do Forte de Santa Catarina)
- Casa do Paço
- Cruzeiro de pedra
- Centro de diversões
- Edifício da Alfândega
- Edifiício da Assembleia Figueirense
- Edifício da Caixa Geral de Depósitos
- Edifício dos Paços do Concelho
- Farol de Santa Catarina (dentro do reduto do Forte de Santa Catarina)
- Igreja de São Julião
- Mercado Municipal Engenheiro Silva
- Quinta das Olaias
- Torre do Relógio